# Lutz-Diät
Die Lutz-Diät ist eine fettreiche und kohlenhydratreduzierte Diät, die in den Jahren 1950 bis 1960 von dem österreichischen Arzt Wolfgang Lutz entwickelt und erprobt wurde. Sie gehört zu den Low-Carb-Diäten. Die Kostform weist Gemeinsamkeiten mit der etwa zehn Jahre nach Lutz veröffentlichten Atkins-Diät auf, ist aber deutlich weniger kohlenhydratrestriktiv.

## Theorie
Anders als bei Robert Atkins steht bei Lutz nicht die Gewichtsabnahme im Vordergrund, sondern es geht ihm um die allgemeinen gesundheitlichen Auswirkungen, die Vorgänge im Körper und die Prävention bzw. Behandlung chronischer Erkrankungen.
Nach seiner Auffassung werden die meisten chronischen Erkrankungen durch Hormonstörungen, meist ausgelöst durch zu hohe Insulinausschüttungen, verursacht. Er entwarf dazu eine „hormonelle 2-Komponententheorie“, wonach das endokrine System des Menschen stets um einen Ausgleich zwischen anabolen (aufbauenden) und katabolen (abbauenden) Hormonen bemüht sei. Insulin ist ein anaboles Hormon, das bei übermäßiger Ausschüttung je nach Stoffwechseltyp zu einer schwächeren Ausschüttung anderer anaboler Hormone und/oder einer stärkeren Ausschüttung anderer kataboler Hormone führt. Gemäß Lutz ist für Gewichtsab- und -zunahme in erster Linie die Hormonlage im Körper verantwortlich und erst in zweiter Linie die Differenz zwischen aufgenommener und verbrauchter Nahrungsenergie.
Einen Beleg für seine Behauptungen sieht er in Theorien, wonach der Mensch über einen sehr langen Zeitraum als Jäger und Sammler überwiegend Fleisch verzehrt habe und kein Getreide und hochglykämische Kohlenhydrate erst mit der Neolithischen Revolution vor ca. 5000 Jahren nennenswerten Eingang in die menschliche Ernährung gefunden haben. Lutz vermutet, ähnlich wie die Vertreter der Steinzeiternährung, dass die Menschen an die veränderten Ernährungsgewohnheiten nicht ausreichend genetisch angepasst sind. Die tägliche Kohlenhydratzufuhr soll auf 6 BE (entsprechend 72 g Kohlenhydraten) reduziert werden, Alten und Vorerkrankten wird eine langsame Dosisreduktion beginnend bei 9 BE (entsprechend 108 g Kohlenhydraten) empfohlen.
Obwohl der Titel seines Buches von 1967 es suggeriert, verbietet Lutz Brot nicht generell, sondern nur für Personen mit Magen-Darm-Erkrankungen in der Vorgeschichte, für die er Eiweißfraktionen des Getreides für ursächlich oder zustandsverschlechternd hält. Alle anderen dürfen die erlaubte Kohlenhydratmenge auch über Brot zuführen, wegen dessen hoher KH-Dichte und der daher sehr geringen erlaubten Verzehrsmenge hält er es jedoch für unzweckmäßig. Lutz berücksichtigt in seinem Werk nicht die Konzepte des Glykämischen Index (GI) bzw. der Glykämischen Last (GL), weil sie zum Zeitpunkt der Erscheinung des Buches noch nicht existierten.
Wolfgang Lutz behauptet, über 10.000 Patienten während seiner 40-jährigen Praxiszeit mit seiner Diät behandelt und zahlreiche chronische Erkrankungen damit geheilt zu haben, unter anderem Morbus Crohn, Colitis ulcerosa, Magenerkrankungen, Gicht, Metabolisches Syndrom, Epilepsie und Multiple Sklerose.
Wolfgang Lutz veröffentlichte Statistiken über die Entwicklung von Blutwerten seiner Patienten, die belegen sollen, dass sich kritische Blutwerte unter seiner sehr fettreichen Diät nicht verschlechtern, sondern zum Teil deutlich verbessern. Insbesondere behauptet er auf Basis des Zahlenmaterials, dass sich die Cholesterin- und Harnsäurespiegel unter seiner sehr cholesterin- und proteinreichen Diät in der Regel bessern. Er kann jedoch keine unabhängigen Studienergebnisse vorlegen.
Bei Versuchen mit Hühnern konnte er zeigen, dass der Gehalt an Gesamtlipiden, an Gesamtcholesterin und an Phospholipiden in der Aorta um bis zu 30 % abnahm, wenn die Hühner eine kohlenhydratreduzierte und fett- und eiweißreiche Nahrung erhielten.

## Kritik
Ähnlich der Atkins-Diät ist auch die Lutz-Diät heftig umstritten, seine These vom rein fleischessenden Steinzeitmenschen wird angezweifelt.

## Schriften
- Wolfgang Lutz: Leben ohne Brot – Die wissenschaftlichen Grundlagen der kohlenhydratarmen Diät, 16. Auflage, 2007, ISBN 3-88760-100-9
- Wolfgang Lutz: Die Lutz-Diät – Kerngesund und schlank – endlich ohne zu hungern, 1986, ISBN 3-7205-1395-5
- Wolfgang Lutz: Kranker Magen – Kranker Darm, 1995, ISBN 3-88760-080-0